# Sziámi harcoshal
A sziámi harcoshal (Betta splendens) a csontos halak (Osteichthyes) osztályába, a sügéralakúak (Perciformes) rendjébe és a gurámifélék (Osphronemidae) családjába tartozó faj, az egyik legkedveltebb édesvízi akváriumi hal.

## Származása, elterjedése
Dél-Ázsiából, a Maláj-félsziget és Thaiföld vízinövényekkel sűrűn benőtt álló- és lassan folyó vizeiből származik. A halviadalok népszerűsége miatt sokfelé meghonosították Délkelet-Ázsiában, így manapság már Szingapúrban, Laoszban, Kambodzsában és Vietnámban is gyakori.
A legtöbb akváriumi változatot évtizedek óta tenyésztik szelektíven.

## Megjelenése
A tenyésztett hímek karcsú teste mintegy 8, a nőstényé 5–6 cm hosszúra nő. A természetben élő, vad halak hímje legfeljebb 6 cm hosszú. Hátúszójának 1-2 kemény tüskéjét 8-10 lágyabb úszósugár követi. A legyezőszerűen széttárható farokúszóban 11 sugár van. A farok alatti alsó úszóban 2-5 kemény sugártüskét 21-26 lágyabb úszósugár követ. A leghosszabb oldalsó pikkelysorban 27–31 pikkely foglal helyet.
A hímek páratlan úszói (hát-, farok alatti és farkúszói) vitorlaszerűen megnagyobbodtak, sugaraik hosszabbak a nőstényekénél. A nőstény úszói rövidebbek, színük kevésbé élénk. Az ívási időszakon kívül testükön többnyire sötét, hosszanti sávok láthatók. A hímek szebbnél szebb színváltozatait tenyésztették ki a rózsaszíntől a piroson és a gesztenyebarnán át a kékig.
Az agresszíven magamutogató hím kifeszített úszói körré terpednek szét. A nőstény úszói mindig jóval rövidebbek, és neme rövid, de feltűnő ivarszemölcséről is könnyen megállapítható.

## Életmódja, élőhelye
Felfelé forduló szája elsősorban a felszínen lebegő táplálék beszippantására alkalmas, de ha az élelem a fenékre süllyed, lemennek érte, és ott eszik meg. Természetes élőhelyükön a szúnyoglárvákat és a vízbe hulló rovarokat is szívesen falják. Akváriumi tápláléknak is alkalmasabb az élő eleség (tubifex, szúnyoglárva), mint a száraz táp.
Eredeti élőhelyén (Thaiföld, Kambodzsa) főleg az árkokat és rizsföldeket népesíti be. A természetben legfeljebb 2 évig él; az akváriumi, tenyésztett példányok várható életkora 3 év.
A hímek harciasak, territóriumukat védik.

### Akváriumban tartása

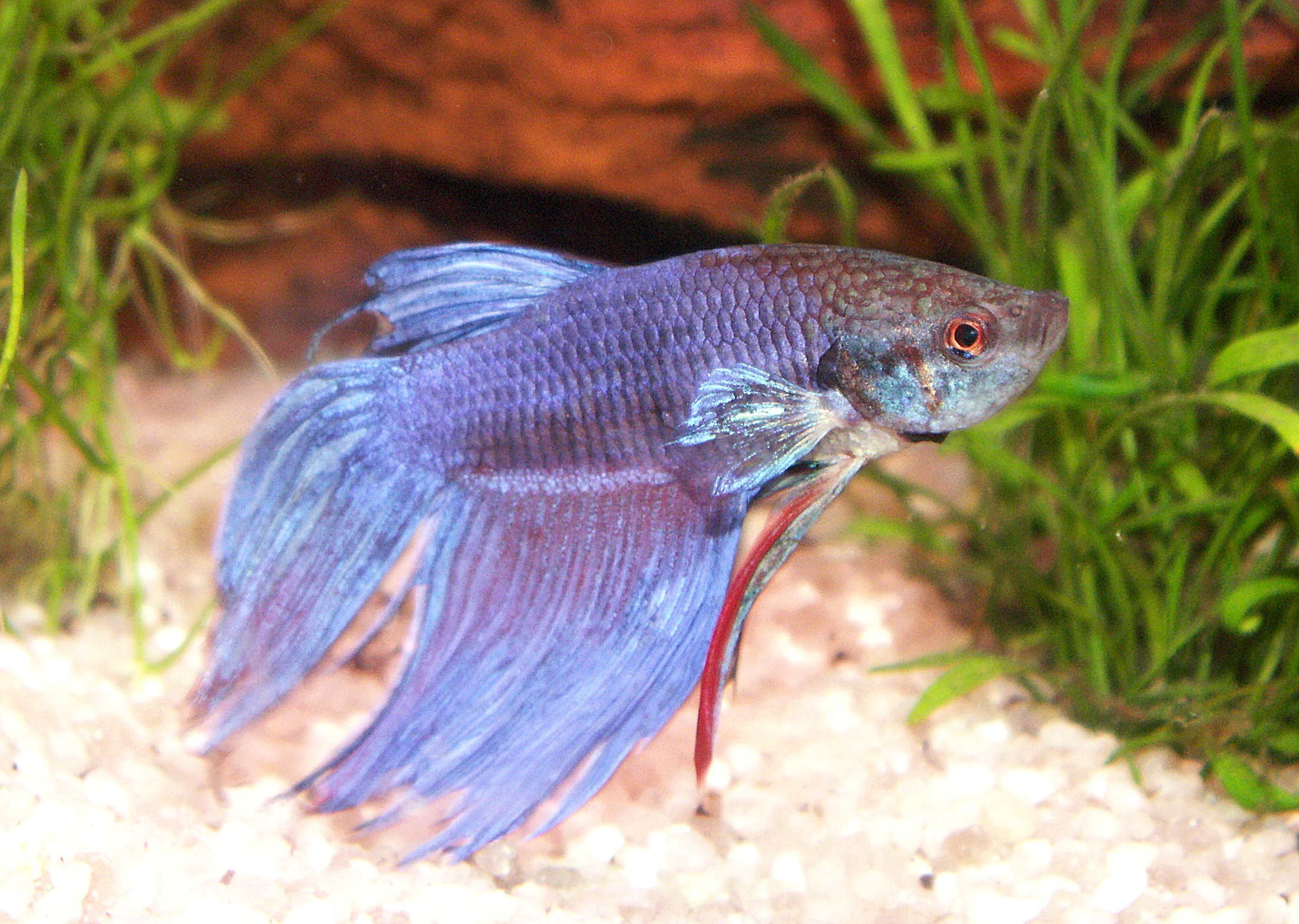
Elterjedt, kék színváltozatú hím

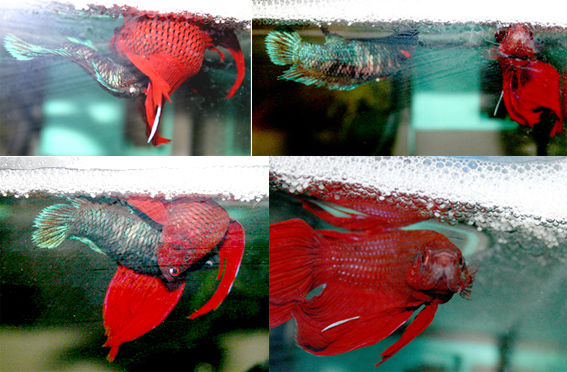
Párzásuk

A kisállatboltokban gyakran árulják 1-2 deciliteres üvegben, bár az állat ezt csak rövid ideig tolerálja, napi vízcsere mellett. Kisebb (de azért legalább 50 literes) akváriumban is megél. Kisebb akváriumban, kevesebb társhallal jobban érzi magát, mint a nagyobb, vegyesen lakottakban. 75 l vízre egy hímmel és 3-4 nősténnyel számolhatunk. Mivel az akvárium jóval kisebb természetes territóriumuknál, egy kisebb vagy közepes akváriumban csak egy hím maradhat, a többit megöli. Egy nagy hím territóriumának átmérője mintegy 70–90 cm, ezért két hím tartásához legalább 200 literes, kellő számú búvóhellyel berendezett medencére van szükség. A sok búvóhely azért is kell, mert íváskor a hím a nőstényt akár meg is ölheti.
A víz közepesen kemény (5,6–11,2 NK°) és semleges kémhatású (pH 6,8–7,5), 24-27 °C-os legyen. A vizet hetente cserélni kell.

### Szaporodása
Szaporodásra 6 és 12 hónapos koruk között a legalkalmasabbak. A nőstény úgy jelzi hajlandóságát a párzásra, hogy teste megduzzad, és függőlegesen csíkosodik. Ha érdeklődik a hím iránt, odaengedhetjük hozzá.
Nagyon könnyen szaporítható aránylag sekély (20 cm mély), enyhén savanyú vízben; ehhez kisebb (10-20 l-es) akvárium is megfelel. A szaporítandó párt nem szabad egyszerre az ívató medencébe engedni: először a hímet kell betenni, és miután megszokta új környezetét, egy ivadéknevelő hálóban vagy befőttes üvegben belelógathatjuk a nőstényt is. Ha az pár perc alatt becsíkosodik, kiengedhetjük a hímhez – ha nem, másik nőstényt kell választani.
Miután a hím belekezd a habfészek építésébe, 2-5 napon belül ívnak. Ehhez a hím kifeszített úszókkal, hevesen ráveti magát a  közeledő nőstényre. Ha az kész a párzásra, a fejét lefelé tartva közeledik a habfészekhez. A hím ekkor körülöleli, a nőstény kiengedi magából az ikrákat, és a hím azonnal megtermékenyíti azokat. A nőstény teljesen kábult, mialatt a hím összeszedi az ikrákat.
A labirintkopoltyús halak közül egyedül a betták ikrái nehezebbek a víznél, ezért azonnal lesüllyednek. A hím serényen felszedegeti, és visszaköpi őket a habfészekbe. A párzás után az anyát célszerű kihalászni, mert a hím halálosan megverheti. A kicsik 20–30 óra múlva kelnek ki. A hímet 3-4 napig hagyjuk az ikrákkal: ezalatt kikelteti őket és vigyáz rájuk. Az ivadékok nagyon aprók, lassan fejlődnek, a megfázásra érzékenyek. Első eleségként főtt tojássárgáját vagy infuzóriát adhatunk nekik, később sóféreglárvákkal kell etetni őket. 3 hetes koruk körül kezdenek el színesedni. Amint megállapítottuk az ivarokat, a fiatal hímeket különítsük el.

## Alfajok, változatok
- B. splendens var. cambodia – Fátyolos úszójú harcoshal, Fátyolos betta: fátyolszerűen megnyúlt úszójú tenyészváltozat (Lányi)

## Képek
A képeken jól látható, hogy a sziámi harcoshal sokféle színben kapható.

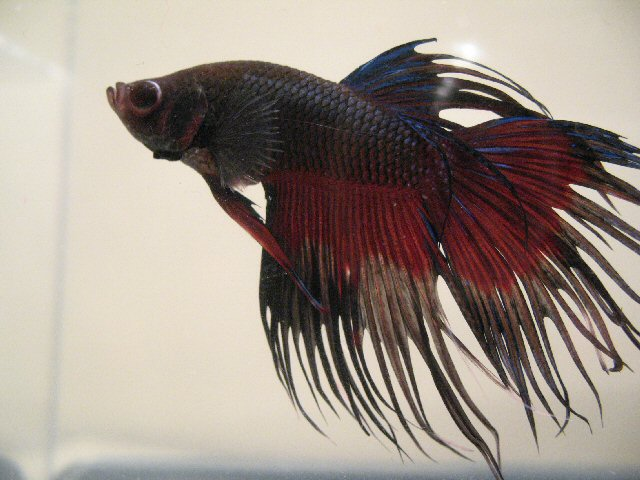
Vörös koronás hím
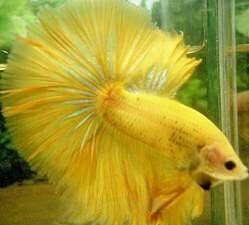
Sárga hím
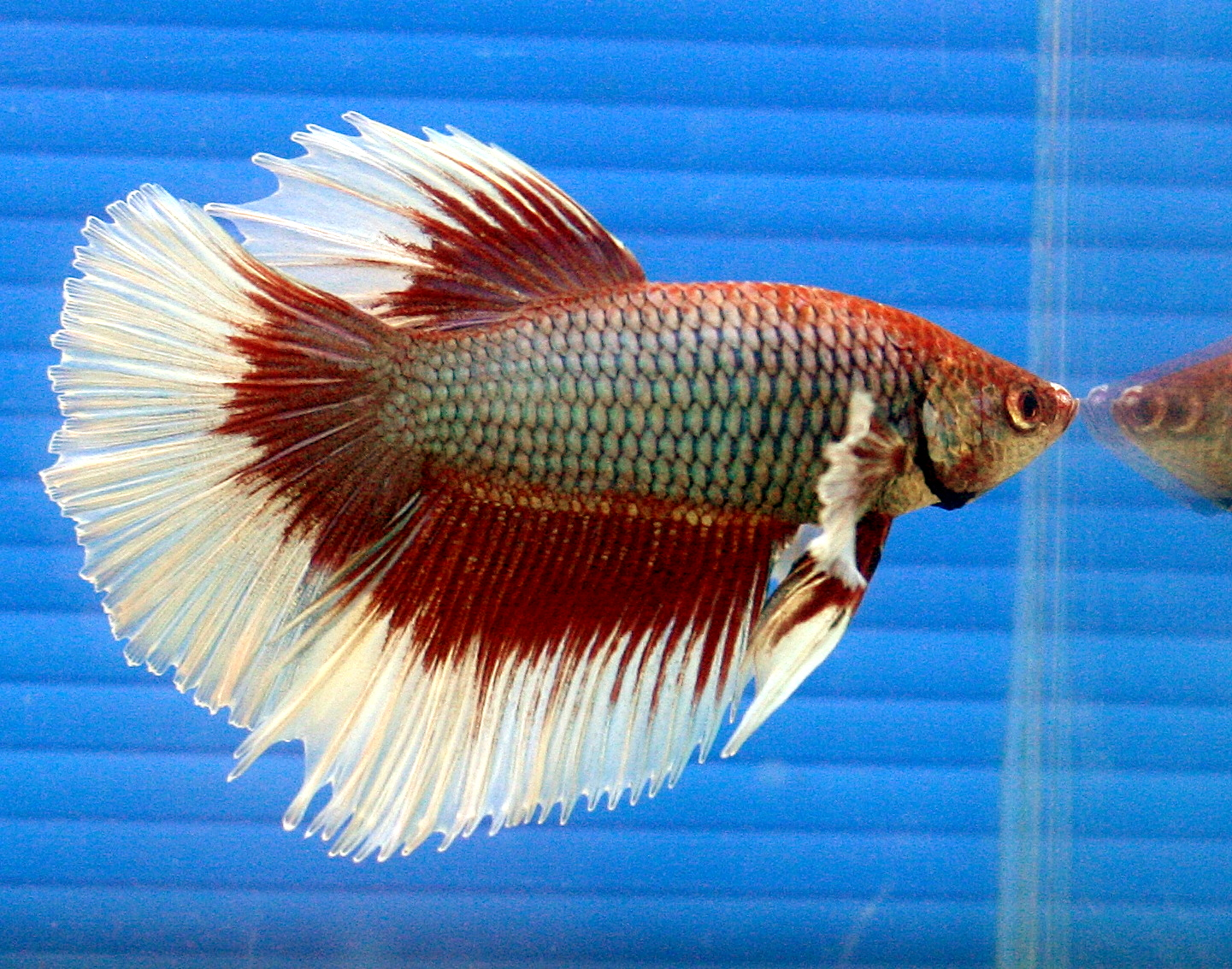
Vörös és kék színekben
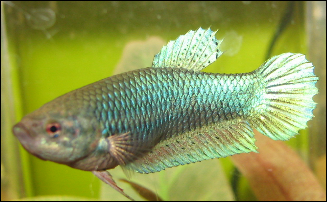
Nőstény sziámi

### Internetes leírások a sziámi harcoshalról
- A faj szerepel a Természetvédelmi Világszövetség Vörös Listáján. IUCN. (Hozzáférés: 2011. október 5.)
- A taxon adatlapja az ITIS adatbázisában. Integrated Taxonomic Information System. (Hozzáférés: 2011. július 30.)
- A faj adatlapja a FishBase oldalán. FishBase. (Hozzáférés: 2011. augusztus 5.)
- A faj szerepel a Természetvédelmi Világszövetség Vörös Listáján. IUCN. (Hozzáférés: 2011. július 30.)
- Betta splendens Regan, 1910. BioLib.cz. (Hozzáférés: 2011. július 30.)
- Betta splendens Regan, 1910 (angol nyelven). Encyclopedia of Life. (Hozzáférés: 2011. július 30.)
- Betta splendens Regan, 1910 (angol nyelven). Discover Life. (Hozzáférés: 2011. augusztus 5.)
- Betta splendens Regan, 1910 (angol nyelven). Fishwise. (Hozzáférés: 2011. augusztus 5.)[halott link]